# 100 mètres masculin aux Jeux olympiques de 1908 (athlétisme)
Pour un article plus général, voir Athlétisme aux Jeux olympiques de 1908.
Navigation
Saint Louis 1904 Stockholm 1912
L'épreuve du 100 mètres masculin aux Jeux olympiques de 1908 s'est déroulée du 20 au 22 juillet 1908 au White City Stadium de Londres, au Royaume-Uni. Elle est remportée par le Sud-africain Reggie Walker.

## Résultats

### Finale
| Rang               | Athlète       | Pays           | Temps    | Notes |
| ------------------ | ------------- | -------------- | -------- | ----- |
| Médaille d'or      | Reggie Walker | Afrique du Sud | 10 s 8   | =OR   |
| Médaille d'argent  | James Rector  | États-Unis     | (10 s 9) |       |
| Médaille de bronze | Bobby Kerr    | Canada         | (11 s 0) |       |
| 4                  | Nate Cartmell | États-Unis     | (11 s 2) |       |